# Zheng Zhi
Zheng Zhi (鄭智T, 郑智S, Zhèng ZhìP; Shenyang, 20 agosto 1980) è un allenatore di calcio ed ex calciatore cinese, di ruolo centrocampista, collaboratore tecnico della nazionale cinese.

## Carriera

### Club
Nel 2006 ha guidato lo Shandong Luneng alla conquista del titolo cinese e a dicembre è stato ceduto in prestito con diritto di riscatto agli inglesi del Charlton, e poi a titolo definitivo.
Nella finestra di mercato del 2009 è approdato agli scozzesi del Celtic.
Gioca in seguito nel Guangzhou Evergrande Football Club nel campionato cinese dove ha vinto 3 campionati cinesi, una supercoppa di Cina nel 2012 e nel 2013 la AFC Champions League.

### Nazionale
Con la nazionale di calcio cinese ha esordito nel 2002, disputando successivamente varie Coppe d'Asia.

## Statistiche

### Cronologia presenze e reti in nazionale
| Cronologia completa delle presenze e delle reti in nazionale ― Cina | Cronologia completa delle presenze e delle reti in nazionale ― Cina | Cronologia completa delle presenze e delle reti in nazionale ― Cina | Cronologia completa delle presenze e delle reti in nazionale ― Cina | Cronologia completa delle presenze e delle reti in nazionale ― Cina | Cronologia completa delle presenze e delle reti in nazionale ― Cina | Cronologia completa delle presenze e delle reti in nazionale ― Cina | Cronologia completa delle presenze e delle reti in nazionale ― Cina |
| Data                                                                | Città                                                               | In casa                                                             | Risultato                                                           | Ospiti                                                              | Competizione                                                        | Reti                                                                | Note                                                                |
| ------------------------------------------------------------------- | ------------------------------------------------------------------- | ------------------------------------------------------------------- | ------------------------------------------------------------------- | ------------------------------------------------------------------- | ------------------------------------------------------------------- | ------------------------------------------------------------------- | ------------------------------------------------------------------- |
| 11-01-2019                                                          | Abu Dhabi                                                           | Filippine                                                           | 0 – 3                                                               | Cina                                                                | Coppa d'Asia 2019 - 1º turno                                        | -                                                                   | cap. 83’                                                            |
| 16-01-2019                                                          | Abu Dhabi                                                           | Corea del Sud                                                       | 2 – 0                                                               | Cina                                                                | Coppa d'Asia 2019 - 1º turno                                        | -                                                                   | cap. 57’                                                            |
| 20-01-2019                                                          | al-'Ayn                                                             | Thailandia                                                          | 1 – 2                                                               | Cina                                                                | Coppa d'Asia 2019 - Ottavi di finale                                | -                                                                   | cap.                                                                |
| 24-01-2019                                                          | Abu Dhabi                                                           | Cina                                                                | 0 – 3                                                               | Iran                                                                | Coppa d'Asia 2019 - Quarti di finale                                | -                                                                   | cap.                                                                |
| Totale                                                              |                                                                     | Presenze                                                            | 4                                                                   |                                                                     | Reti                                                                | 0                                                                   |                                                                     |

## Palmarès

### Giocatore

#### Club

##### Competizioni nazionali
- Campionato cinese: 10

Shenzen Jianlibao: 2004
Shandong Luneng: 2006
Guangzhou Evergrande: 2011, 2012, 2013, 2014, 2015, 2016, 2017, 2019
- Coppa della Cina: 3

Shandong Luneng: 2006
Guangzhou Evergrande: 2012, 2016
- Supercoppa di Cina: 4

Guangzhou Evergrande: 2012, 2016, 2017, 2018

##### Competizioni internazionali
- AFC Champions League: 2

Guangzhou Evergrande: 2013, 2015

#### Individuale
- Calciatore asiatico dell'anno: 1

2013